# Easts Tigers Rugby Union
Les Easts Tigers Rugby Union, ou Easts, sont un club de rugby à XV australien, situé à Brisbane, dans le Queensland. Ses joueurs sont susceptibles d’être sélectionnés pour les Queensland Reds (Super 14) et pour Brisbane City (National Rugby Championship).
Leur surnom de « tigres » provient de leurs rayures originellement bleu et orange. Le club joue désormais plutôt en bleu roi et jaune.
Le club s’appelle officiellement Easts Tigers Rugby Union afin de le différencier d’un club amateur de rugby à XIII de Brisbane portant aussi le nom de Easts Tigers.

## Histoire
Les Easts Tigers sont fondés en 1947 pour représenter les anciens élèves d’un lycée de Brisbane (Brisbane state High School). Appelés à l’origine Colts, ils deviennent Eastern Districts en 1949, sur proposition de la Queensland Rugby Union.
Le club remporte quelques titres dans les divisions inférieures, mais doit attendre 1997 pour remporter enfin le championnat de l’État, le Queensland Premier Rugby contre Souths, avant de récidiver deux ans plus tard.

## Joueurs célèbres
Easts a fourni quelques internationaux à l’équipe nationale australienne, le premier en 1954 (Paul Mooney). Les Tigres sont actuellement représentés par Jeremy Paul chez les Wallabies. Beaucoup d’entre eux ont aussi été sélectionnés pour représenter le Queensland au sein des Queensland Reds.

## Palmarès
- Champion du Queensland (4) : 1997, 1999, 2008, 2013. Finaliste (3) : 1984, 1995, 2002.

## Joueurs célèbres
- Jeremy Paul
- David John Wilson
- Gene Fairbanks